# Takuma Sato

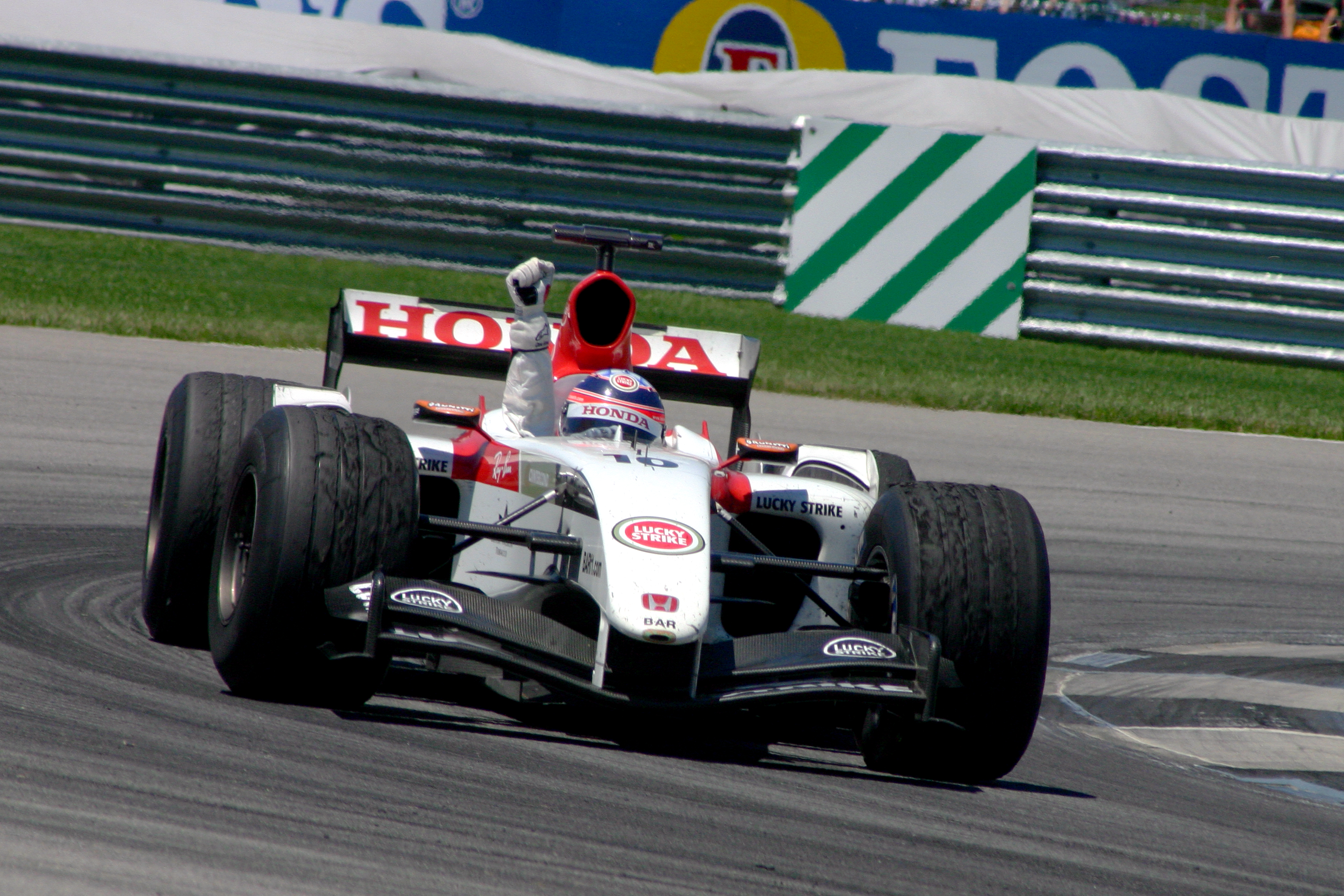
Takuma Sato tijdens de GP van de VS in 2004

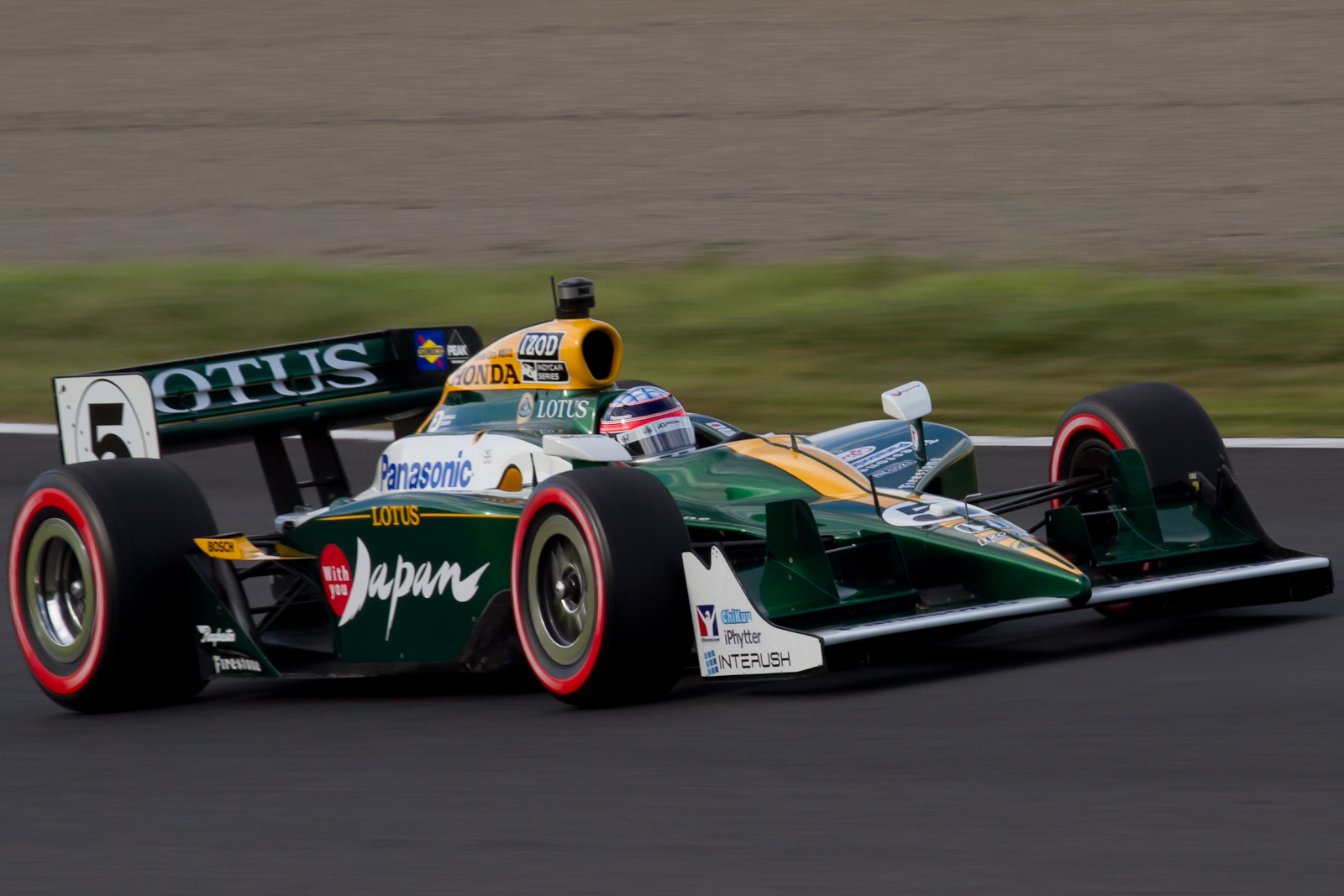
Takuma Sato tijdens de kwalificatie op de Twin Ring van Motegi in 2011

Takuma Sato (Japans: 佐藤 琢磨, Satō Takuma; Shinjuku, 28 januari 1977) is een Japans autocoureur actief in de Indycar Series.

## Carrière
Takuma (Taku) heeft weinig gereden in zijn eigen land. Hij begon zijn carrière in het karten in Japan, maar verhuisde in 1998 naar Engeland voor een carrière in het Europese racen. In 1998 en 1999 reed hij in Junior Formule-wedstrijden in heel Europa en eind '99 deed hij mee aan het Britse Formule 3-kampioenschap. In 2000 en 2001 reed hij het hele seizoen in de Britse Formule 3. In 2000 werd hij 3e en in 2001 won hij het kampioenschap. Hij won 16 races in twee jaar, daarnaast won hij ook internationale wedstrijden in Spa-Francorchamps, Zandvoort en Macau.
In 2002 deed Taku voor het eerst mee in de Formule 1 toen hij met geld van Honda een plaats kreeg in het Jordan Grand Prix-team. In deze klasse bleek Sato een snelle maar onregelmatige rijder te zijn die nog weleens een ongeluk maakte. Het dieptepunt was een enorme crash op de A1 Ring die zowel zijn auto als die van Nick Heidfeld vernietigde. Het seizoen eindigde goed voor hem: Sato wist punten te veroveren in zijn eigen land tijdens de Grand Prix van Japan in Suzuka.
In 2003 ging Sato naar British American Racing (BAR) als testrijder en reed hij de laatste Grand Prix van het seizoen (in Suzuka) in de plaats van Jacques Villeneuve. Hij werd zesde. In 2004 reed hij fulltime voor BAR en stond hij op het podium tijdens de Amerikaanse Grand Prix, waarin hij derde werd. Hij veroverde ook een tweede plaats in de kwalificatie voor de Europese Grand Prix (op de Nürburgring), waar hij alleen Michael Schumacher voor zich had.
Zijn status in het algemeen klassement leed onder een aantal mechanische mankementen (met voornamelijk de Honda-motor), maar hij eindigde het seizoen in een respectabele 8e positie met 34 punten, waardoor BAR een tweede plaats verwierf in het constructeurskampioenschap. BAR-Honda had hem voor 2005 ook weer in dienst, maar de wagen was niet zo goed als het jaar daarvoor, daarnaast waren er andere factoren die hem punten kostten: een ziekte waardoor hij de Grand Prix van Maleisië miste, het team werd gediskwalificeerd voor de race in San Marino en daarnaast werd het team voor de twee races daarna uitgesloten vanwege "valsspelen".
In 2006, 2007 en 2008 reed Takuma bij Super Aguri, een privéteam met Honda-motoren. Dit team werd echter tijdens het seizoen 2008 opgeheven.
Vanaf 2010 reed hij in de IndyCar Series met een door Lotus gesponsorde Dallara-Honda van KV Technologies.
In het seizoen 2014-2015 nam hij deel aan het eerste raceweekend van het elektrische kampioenschap Formule E, waar hij uitkwam voor het team Amlin Aguri. Hij verving António Félix da Costa, die dat weekend moest rijden in de DTM, en reed met Katherine Legge als teamgenoot.
In 2017 won Sato als eerste Japanner de Indianapolis 500.
In 2020 won Sato zijn 2e Indianapolis 500.

## Formule 1-carrière
| Jaar/jaren    | Team        |
| ------------- | ----------- |
| 2002          | Jordan      |
| 2003 t/m 2005 | BAR         |
| 2006 t/m 2008 | Super Aguri |

|                       | 2002 | 2003 | 2004 | 2005 | 2006 | 2007 | 2008 | Totaal |
| --------------------- | ---- | ---- | ---- | ---- | ---- | ---- | ---- | ------ |
| Aantal races          | 17   | 1    | 18   | 15   | 18   | 17   | 4    | 91     |
| Aantal zeges          |      |      |      |      |      |      |      | 0      |
| Aantal pole-positions |      |      |      |      |      |      |      | 0      |
| Aantal snelste ronden |      |      |      |      |      |      |      | 0      |
| Aantal podiumplaatsen |      |      | 1    |      |      |      |      | 1      |
| Aantal WK-punten      | 2    | 3    | 34   | 1    |      | 4    |      | 44     |
| Eindstand WK          | 15   | 18   | 8    | 23   | 23   | 17   | 21   |        |

### Formule 1-resultaten
Races in vet betekent polepositie, races cursief betekent snelste ronde.
| Jaar | Team                   | Chassis          | Motor                | 1       | 2      | 3       | 4       | 5       | 6       | 7       | 8       | 9       | 10      | 11      | 12      | 13     | 14      | 15     | 16      | 17     | 18      | 19      | Pos | Punten |
| ---- | ---------------------- | ---------------- | -------------------- | ------- | ------ | ------- | ------- | ------- | ------- | ------- | ------- | ------- | ------- | ------- | ------- | ------ | ------- | ------ | ------- | ------ | ------- | ------- | --- | ------ |
| 2002 | DHL Jordan Honda       | Jordan EJ12      | Honda RA002E 3.0 V10 | AUS Ret | MAL 9  | BRA 9   | SMR Ret | ESP Ret | AUT Ret | MON Ret | CAN 10  | EUR 16  | GBR Ret | FRA Ret | GER 8   | HUN 10 | BEL 11  | ITA 12 | USA 11  | JPN 5  |         |         | 15  | 2      |
| 2003 | Lucky Strike BAR-Honda | BAR 005          | Honda RA003E 3.0 V10 | AUS     | MAL    | BRA     | SMR     | ESP     | AUT     | MON     | CAN     | EUR     | FRA     | GBR     | GER     | HUN    | ITA     | USA    | JPN 6   |        |         |         | 18  | 3      |
| 2004 | Lucky Strike BAR-Honda | BAR 006          | Honda RA004E 3.0 V10 | AUS 9   | MAL 15 | BHR 5   | SMR 16  | ESP 5   | MON Ret | EUR Ret | CAN Ret | USA 3   | FRA Ret | GBR 11  | GER 8   | HUN 6  | BEL Ret | ITA 4  | CHN 6   | JPN 4  | BRA 6   |         | 8   | 34     |
| 2005 | Lucky Strike BAR-Honda | BAR 007          | Honda RA005E 3.0 V10 | AUS 14  | MAL PO | BHR Ret | SMR DSQ | ESP EX  | MON EX  | EUR 12  | CAN Ret | USA DNS | FRA 11  | GBR 16  | GER 12  | HUN 8  | TUR 9   | ITA 16 | BEL Ret | BRA 10 | JPN DSQ | CHN Ret | 23  | 1      |
| 2006 | Super Aguri F1 Team    | Super Aguri SA05 | Honda RA806E 2.4 V8  | BHR 18  | MAL 14 | AUS 12  | SMR Ret | EUR Ret | ESP 17  | MON Ret | GBR 17  | CAN 15  | USA Ret | FRA Ret |         |        |         |        |         |        |         |         | 23  | 0      |
| 2006 | Super Aguri F1 Team    | Super Aguri SA06 | Honda RA806E 2.4 V8  |         |        |         |         |         |         |         |         |         |         |         | GER Ret | HUN 13 | TUR NC  | ITA 16 | CHN DSQ | JPN 15 | BRA 10  |         | 23  | 0      |
| 2007 | Super Aguri F1         | Super Aguri SA07 | Honda RA808E 2.4 V8  | AUS 12  | MAL 13 | BHR Ret | ESP 8   | MON 17  | CAN 6   | USA Ret | FRA 16  | GBR 14  | EUR Ret | HUN 15  | TUR 18  | ITA 16 | BEL 15  | JPN 15 | CHN 14  | BRA 12 |         |         | 17  | 4      |
| 2008 | Super Aguri F1         | Super Aguri SA08 | Honda RA808E 2.4 V8  | AUS Ret | MAL 16 | BHR 17  | ESP 13  | TUR     | MON     | CAN     | FRA     | GBR     | GER     | HUN     | EUR     | BEL    | ITA     | SIN    | CHN     | JPN    | BRA     |         | 21  | 0      |

## American open-wheelrace-resultaten
- Races in vet betekent polepositie / Races cursief betekent snelste ronde

#### IndyCar Series
| Jaar | Team                           | Motor | 1      | 2      | 3      | 4      | 5       | 6       | 7       | 8      | 9      | 10     | 11     | 12     | 13     | 14     | 15     | 16     | 17     | 18     | 19     | Pos | Punten |
| ---- | ------------------------------ | ----- | ------ | ------ | ------ | ------ | ------- | ------- | ------- | ------ | ------ | ------ | ------ | ------ | ------ | ------ | ------ | ------ | ------ | ------ | ------ | --- | ------ |
| 2010 | KV Racing Technology           | Honda | SAO 22 | STP 22 | ALA 25 | LBH 18 | KAN 24  | INDY 20 | TXS 25  | IOW 19 | WGL 15 | TOR 25 | EDM 9  | MDO 25 | SNM 18 | CHI 26 | KTY 27 | MOT 12 | HMS 18 |        |        | 21  | 214    |
| 2011 | KV Racing Technology – Lotus   | Honda | STP 5  | ALA 17 | LBH 21 | SAO 8  | INDY 33 | TXS1 5  | TXS2 12 | MIL 8  | IOW 19 | TOR 20 | EDM 21 | MDO 4  | NHM 7  | SNM 18 | BAL 18 | MOT 10 | KTY 15 | LVS1 C |        | 13  | 282    |
| 2012 | Rahal Letterman Lanigan Racing | Honda | STP 22 | ALA 24 | LBH 8  | SAO 3  | INDY 17 | DET 20  | TXS 22  | MIL 20 | IOW 12 | TOR 9  | EDM 2  | MDO 13 | SNM 27 | BAL 21 | FON 7  |        |        |        |        | 14  | 281    |
| 2013 | A.J. Foyt Enterprises          | Honda | STP 8  | ALA 14 | LBH 1  | SAO 2  | INDY 13 | DET 19  | DET 23  | TXS 11 | MIL 7  | IOW 23 | POC 22 | TOR 24 | TOR 20 | MDO 22 | SNM 23 | BAL 24 | HOU 17 | HOU 14 | FON 17 | 17  | 322    |
| 2014 | A.J. Foyt Enterprises          | Honda | STP 7  | LBH 22 | ALA 13 | IMS 9  | INDY 19 | DET 18  | DET 18  | TXS 18 | HOU 22 | HOU 19 | POC 21 | IOW 23 | TOR 23 | TOR 5  | MDO 18 | MIL 15 | SNM 4  | FON 6  |        | 18  | 350    |
| 2015 | A.J. Foyt Enterprises          | Honda | STP 13 | NLA 22 | LBH 18 | ALA 17 | IMS 9   | INDY 13 | DET 11  | DET 2  | TXS 16 | TOR 10 | FON 18 | MIL 14 | IOW 19 | MDO 24 | POC 6  | SNM 8  |        |        |        | 14  | 323    |
| 2016 | A.J. Foyt Enterprises          | Honda | STP 6  | PHX 15 | LBH 5  | ALA 13 | IMS 18  | INDY 26 | DET 11  | DET 10 | RDA 17 | IOW 11 | TOR 5  | MDO 9  | POC 22 | TXS 20 | WGL 17 | SNM 14 |        |        |        | 17  | 320    |
| 2017 | Andretti Autosport             | Honda | STP 5  | LBH 18 | ALA 9  | PHX 16 | IMS 12  | INDY 1  | DET 8   | DET 4  | TXS 10 | RDA 19 | IOW 16 | TOR 16 | MDO 5  | POC 13 | GTW 19 | WGL 19 | SNM 20 |        |        | 8   | 441    |
| 2018 | Rahal Letterman Lanigan Racing | Honda | STP 12 | PHX 11 | LBH 21 | ALA 8  | IMS 10  | INDY 32 | DET 5   | DET 17 | TXS 7  | RDA 4  | IOW 3  | TOR 22 | MDO 17 | POC 21 | GTW 9  | POR 1  | SNM 25 |        |        | 12  | 351    |

1 De Las Vegas Indy 300 werd beëindigd vanwege een crash in ronde 11 waarbij 15 auto's waren betrokken en waarbij Dan Wheldon overleed aan zijn verwondingen.
| Jaar | Teams | Races | Poles | Overwinningen | Podiums | Top 5 | Top 10 | Indianapolis 500 overwinningen | Kampioenschappen |
| ---- | ----- | ----- | ----- | ------------- | ------- | ----- | ------ | ------------------------------ | ---------------- |
| 9    | 4     | 153   | 7     | 3             | 8       | 20    | 47     | 1                              | 0                |

#### Indianapolis 500
| Jaar | Chassis | Motor | Start | Finish | Team                           |
| ---- | ------- | ----- | ----- | ------ | ------------------------------ |
| 2010 | Dallara | Honda | 31    | 20     | KV Racing Technology           |
| 2011 | Dallara | Honda | 10    | 33     | KV Racing Technology – Lotus   |
| 2012 | Dallara | Honda | 19    | 17     | Rahal Letterman Lanigan Racing |
| 2013 | Dallara | Honda | 18    | 13     | A.J. Foyt Enterprises          |
| 2014 | Dallara | Honda | 23    | 19     | A.J. Foyt Enterprises          |
| 2015 | Dallara | Honda | 24    | 13     | A.J. Foyt Enterprises          |
| 2016 | Dallara | Honda | 12    | 26     | A.J. Foyt Enterprises          |
| 2017 | Dallara | Honda | 4     | 1      | Andretti Autosport             |
| 2018 | Dallara | Honda | 16    | 32     | Rahal Letterman Lanigan Racing |
| 2019 | Dallara | Honda | 14    | 3      | Rahal Letterman Lanigan Racing |
| 2020 | Dallara | Honda | 3     | 1      | Rahal Letterman Lanigan Racing |
| 2021 | Dallara | Honda | 15    | 14     | Rahal Letterman Lanigan Racing |